# Paul Heatley
 (septembre 2017).
Paul Heatley est un footballeur nord-irlandais né le 30 juin 1987 à Belfast. Évoluant au poste d'ailier, il joue pour le Crusaders FC.

## Biographie
Avec le club de Crusaders, il inscrit deux buts en Ligue des champions lors de la saison 2014-2015.

## Palmarès

### En club
- Crusaders
  - Champion d'Irlande du Nord en 2014-15, 2015-16 et 2017-18

### Récompenses individuelles
- Meilleur buteur du championnat d'Irlande du Nord lors de la saison 2015-2016